# Ramponio Verna
Ramponio Verna (lombardul: Rampogn vagy Repoeugn) település Olaszországban, Lombardia régióban, Como megyében. Lakosainak száma 465 fő (2016. december 31.).

## Népesség
A település lakossága az elmúlt években az alábbi módon változott:

| 2016 | 465 |